# Giải bóng đá Vô địch U-17 Quốc gia 2017
Giải bóng đá Vô địch U-17 Quốc gia 2017 (Tên gọi chính thức là: Giải bóng đá Vô địch U-17 Quốc gia - Cúp Thái Sơn Nam 2017 là mùa giải bóng đá lần thứ 14 của Giải bóng đá Vô địch U-17 Quốc gia do VFF tổ chức, với nhà tài trợ chính đó là Công ty TNHH Thương mại Thái Sơn Nam. Đây là lần thứ 7 liên tiếp Thái Sơn Nam tài trợ cho giải đấu này.

## Thông tin giải đấu
23 đội bóng đủ tiêu chuẩn tham dự vòng loại, Ban tổ chức giải chia thành 4 bảng dựa theo khu vực địa lý như sau:
- Bảng A: do Đoàn bóng đá Huế đăng cai tổ chức, gồm 6 Đội: Thừa Thiên Huế, Hà Nội, Công An Nhân Dân, Viettel, Quảng Ninh, Hải Phòng.
- Bảng B: do Công ty cổ phần Sông Lam Nghệ An đăng cai tổ chức, gồm 5 Đội: SHB Đà Nẵng, Nam Định, Thanh Hoá, Sông Lam Nghệ An, Hà Tĩnh.
- Bảng C: do Công ty cổ phần thể thao Hoàng Anh Gia Lai đăng cai tổ chức, gồm 6 Đội: Hoàng Anh Gia Lai, Khánh Hoà, Đăk Lăk, Đồng Nai, Bình Phước, Bình Định.
- Bảng D: do Quỹ đầu tư và phát triển tài năng bóng đá Việt Nam (PVF) đăng cai tổ chức, gồm 6 Đội: PVF, Long An, Tiền Giang, Vĩnh Long, Đồng Tháp, Cần Thơ.

### Giải thưởng
- Đội vô địch: Cúp, Huy chương vàng, bảng danh vị và Giải thưởng: 50.000.000đ
- Đội thứ nhì: Huy chương bạc, bảng danh vị và giải thưởng: 30.000.000đ
- Hai đội đồng thứ ba: Huy chương đồng, bảng danh vị và giải thưởng: 20.000.000đ/đội

(Mỗi bộ huy chương gồm 32 chiếc)
- Giải phong cách: bảng danh vị và giải thưởng: 10.000.000đ
- Cầu thủ xuất sắc nhất: bảng danh vị và giải thưởng: 5.000.000đ
- Cầu thủ ghi nhiều bàn thắng nhất: bảng danh vị và giải thưởng:	5.000.000đ

(Nếu trường hợp có từ hai cầu thủ trở lên ghi được số bàn thắng cao nhất bằng nhau, thì giải thưởng sẽ được chia đều cho các cầu thủ đó)
- Thủ môn xuất sắc nhất: bảng danh vị và giải thưởng: 5.000.000đ
- Tổ trọng tài hoàn thành xuất sắc nhiệm vụ: 5.000.000đ.

### Phương thức thi đấu
- Vòng loại:

Các Đội thi đấu vòng tròn hai lượt tính điểm xếp hạng tại mỗi bảng. Chọn 4 Đội xếp thứ Nhất, 4 Đội xếp thứ Nhì và 3 Đội xếp thứ Ba có điểm và các chỉ số cao hơn ở bốn bảng vào vòng chung kết. 
- Vòng chung kết:

12 Đội (chủ nhà Thành phố Hồ Chí Minh) được chia thành 2 nhóm A và B, 6 đội/nhóm thi đấu vòng tròn một lượt ở mỗi nhóm để tính điểm, xếp hạng. Chọn 2 Đội đứng đầu mỗi nhóm vào thi đấu Bán kết. Hai đội thắng ở vòng bán kết được thi đấu trong trận chung kết cuối cùng. Còn Hai Đội thua Bán kết đồng xếp Hạng Ba.

### Cách tính điểm, xếp hạng
+ Đội thắng: 3  điểm
+ Đội hoà:  1  điểm
+ Đội thua: 0  điểm
Tính tổng số điểm của các Đội đạt được để xếp thứ hạng trong bảng/nhóm.
- Nếu có từ hai Đội trở lên bằng điểm nhau, thứ hạng các Đội sẽ được xác định như sau: trước hết sẽ tính kết quả của các trận đấu giữa các Đội đó với nhau theo thứ tự:

+ Tổng số điểm.
+ Hiệu số của tổng số bàn thắng trừ tổng số bàn thua.
+ Tổng số bàn thắng.
Đội nào có chỉ số cao hơn sẽ xếp trên.
- Trường hợp các chỉ số trên bằng nhau, Ban Tổ chức sẽ tiếp tục xét các chỉ số của tất cả các trận đấu trong bảng/nhóm theo thứ tự:

+ Hiệu số của tổng số bàn thắng trừ tổng số bàn thua.
+ Tổng số bàn thắng.
Đội nào có chỉ số cao hơn sẽ xếp trên.
Nếu các chỉ số vẫn bằng nhau, Ban Tổ chức sẽ tổ chức bốc thăm để xác định thứ hạng của các Đội trong bảng/ nhóm (trong trường hợp chỉ có hai đội có các chỉ số trên bằng nhau và còn thi đấu trên sân thì sẽ tiếp tục thi đá luân lưu 11m để xác định đội xếp trên).

## Vòng loại

### Bảng A
| VT | Đội              | ST | T | H | B | BT | BB | HS  | Đ  | Giành quyền tham dự hoặc xuống hạng |
| -- | ---------------- | -- | - | - | - | -- | -- | --- | -- | ----------------------------------- |
| 1  | Viettel          | 10 | 8 | 2 | 0 | 29 | 6  | +23 | 26 | Tham dự vòng chung kết              |
| 2  | Hà Nội           | 10 | 7 | 3 | 0 | 27 | 10 | +17 | 24 | Tham dự vòng chung kết              |
| 3  | Công an Nhân dân | 10 | 6 | 0 | 4 | 17 | 22 | −5  | 18 | Xét tuyển vào vòng chung kết        |
| 4  | Huế              | 10 | 4 | 1 | 5 | 21 | 14 | +7  | 13 |                                     |
| 5  | Than Quảng Ninh  | 10 | 1 | 1 | 8 | 16 | 32 | −16 | 4  |                                     |
| 6  | Hải Phòng        | 10 | 0 | 1 | 9 | 5  | 31 | −26 | 1  |                                     |

1. ↑  Xếp vào hạt giống của vòng chung kết
2. ↑  Xếp vào hạt giống thứ hai của vòng chung kết

| Nhà \ Khách[1]   | HNO | HPG | TQN | VTL | HUE | CAND |
| Hà Nội           |     | 2–1 | 4–1 | 1–1 | 1–1 | 3–2  |
| Hải Phòng        | 0–2 |     | 1–1 | 1–4 | 0–6 | 1–2  |
| Than Quảng Ninh  | 2–4 | 4–1 |     | 0–2 | 1–6 | 2–3  |
| Viettel          | 1–1 | 5–0 | 4–2 |     | 2–1 | 5–1  |
| Huế              | 0–3 | 2–1 | 4–2 | 0–1 |     | 0–1  |
| Công an Nhân dân | 1–5 | 3–0 | 2–1 | 0–4 | 3–1 |      |

Cập nhật lần cuối: 16 tháng 6 năm 2017.
Nguồn: Vff.org.vn
1 ^ Đội chủ nhà được liệt kê ở cột bên tay trái.
Màu sắc: Xanh = Chủ nhà thắng; Vàng = Hòa; Đỏ = Đội khách thắng.

### Bảng B
| VT | Đội              | ST | T | H | B | BT | BB | HS  | Đ  | Giành quyền tham dự hoặc xuống hạng |
| -- | ---------------- | -- | - | - | - | -- | -- | --- | -- | ----------------------------------- |
| 1  | FLC Thanh Hóa    | 8  | 3 | 4 | 1 | 11 | 4  | +7  | 13 | Tham dự vòng chung kết              |
| 2  | Hà Tĩnh          | 8  | 3 | 4 | 1 | 8  | 9  | −1  | 13 | Tham dự vòng chung kết              |
| 3  | SHB Đà Nẵng      | 8  | 3 | 4 | 1 | 11 | 4  | +7  | 13 | Xét tuyển vào vòng chung kết        |
| 4  | Sông Lam Nghệ An | 8  | 2 | 5 | 1 | 12 | 8  | +4  | 11 |                                     |
| 5  | Nam Định         | 8  | 0 | 2 | 6 | 5  | 17 | −12 | 2  |                                     |

1. ↑  Xếp vào hạt giống của vòng chung kết
2. ↑  Xếp vào hạt giống thứ hai của vòng chung kết

| Nhà \ Khách[1]   | FTH | SLNA | DNG | NDI | HTI |
| FLC Thanh Hóa    |     | 0–0  | 1–0 | 3–0 | 1–1 |
| Sông Lam Nghệ An | 1–1 |      | 0–0 | 5–2 | 1–1 |
| SHB Đà Nẵng      | 1–0 | 2–1  |     | 0–0 | 1–2 |
| Nam Định         | 1–1 | 1–3  | 0–2 |     | 1–2 |
| Hà Tĩnh          | 0–4 | 1–1  | 0–0 | 1–0 |     |

Cập nhật lần cuối: 16 tháng 6 năm 2017.
Nguồn: Vff.org.vn
1 ^ Đội chủ nhà được liệt kê ở cột bên tay trái.
Màu sắc: Xanh = Chủ nhà thắng; Vàng = Hòa; Đỏ = Đội khách thắng.

### Bảng C
| VT | Đội               | ST | T | H | B  | BT | BB | HS  | Đ  | Giành quyền tham dự hoặc xuống hạng |
| -- | ----------------- | -- | - | - | -- | -- | -- | --- | -- | ----------------------------------- |
| 1  | Hoàng Anh Gia Lai | 10 | 7 | 3 | 0  | 26 | 6  | +20 | 24 | Tham dự vòng chung kết              |
| 2  | Khánh Hòa         | 10 | 6 | 2 | 2  | 17 | 9  | +8  | 20 | Tham dự vòng chung kết              |
| 3  | Đắk Lắk           | 10 | 5 | 3 | 2  | 18 | 11 | +7  | 18 | Xét tuyển vào vòng chung kết        |
| 4  | Bình Định         | 10 | 3 | 2 | 5  | 18 | 16 | +2  | 11 |                                     |
| 5  | Đồng Nai          | 10 | 2 | 4 | 4  | 13 | 19 | −6  | 10 |                                     |
| 6  | Lâm Đồng          | 10 | 0 | 0 | 10 | 3  | 34 | −31 | 0  |                                     |

1. ↑  Xếp vào hạt giống của vòng chung kết
2. ↑  Xếp vào hạt giống thứ hai của vòng chung kết

| Nhà \ Khách[1]    | DNA | HAGL | KHA | BDI | DLK | LDO |
| Đồng Nai          |     | 1–1  | 0–3 | 2–2 | 2–2 | 2–1 |
| Hoàng Anh Gia Lai | 1–1 |      | 1–1 | 4–1 | 2–1 | 5–0 |
| Khánh Hòa         | 3–0 | 0–4  |     | 1–0 | 1–2 | 4–0 |
| Bình Định         | 4–2 | 0–2  | 0–1 |     | 0–1 | 4–0 |
| Đắk Lắk           | 2–1 | 2–1  | 1–1 | 2–2 |     | 3–0 |
| Lâm Đồng          | 0–2 | 0–4  | 1–2 | 1–5 | 0–3 |     |

Cập nhật lần cuối: 16 tháng 6 năm 2017.
Nguồn: Vff.org.vn
1 ^ Đội chủ nhà được liệt kê ở cột bên tay trái.
Màu sắc: Xanh = Chủ nhà thắng; Vàng = Hòa; Đỏ = Đội khách thắng.

### Bảng D
| VT | Đội        | ST | T | H | B | BT | BB | HS  | Đ  | Giành quyền tham dự hoặc xuống hạng |
| -- | ---------- | -- | - | - | - | -- | -- | --- | -- | ----------------------------------- |
| 1  | PVF        | 10 | 9 | 1 | 0 | 55 | 1  | +54 | 28 | Tham dự vòng chung kết              |
| 2  | Đồng Tháp  | 10 | 6 | 2 | 2 | 22 | 14 | +8  | 20 | Tham dự vòng chung kết              |
| 3  | Long An    | 10 | 4 | 1 | 5 | 11 | 13 | −2  | 13 | Xét tuyển vào vòng chung kết        |
| 4  | Vĩnh Long  | 10 | 2 | 4 | 4 | 16 | 25 | −9  | 10 |                                     |
| 5  | Cần Thơ    | 10 | 2 | 3 | 5 | 12 | 36 | −24 | 9  |                                     |
| 6  | Tiền Giang | 10 | 0 | 3 | 7 | 12 | 39 | −27 | 3  |                                     |

1. ↑  Xếp vào hạt giống của vòng chung kết
2. ↑  Xếp vào hạt giống thứ hai của vòng chung kết

| Nhà \ Khách[1] | PVF | DTP | TGI | VLO | LAN | CTH |
| PVF            |     | 1–0 | 9–0 | 6–0 | 2–0 | 9–0 |
| Đồng Tháp      | 0–4 |     | 5–2 | 2–2 | 1–0 | 5–1 |
| Tiền Giang     | 1–9 | 1–2 |     | 2–2 | 1–2 | 2–2 |
| Vĩnh Long      | 0–6 | 1–1 | 5–1 |     | 0–2 | 2–2 |
| Long An        | 0–0 | 1–2 | 2–1 | 3–1 |     | 1–3 |
| Cần Thơ        | 0–9 | 1–4 | 1–1 | 0–3 | 2–0 |     |

Cập nhật lần cuối: 16 tháng 6 năm 2017.
Nguồn: Vff.org.vn
1 ^ Đội chủ nhà được liệt kê ở cột bên tay trái.
Màu sắc: Xanh = Chủ nhà thắng; Vàng = Hòa; Đỏ = Đội khách thắng.

### Bảng xếp hạng các đội xếp thứ ba
| STT | Đội bóng             | Tr | T | H | B | Bt | Bb | Hs | Điểm | Kết quả                           |
| --- | -------------------- | -- | - | - | - | -- | -- | -- | ---- | --------------------------------- |
| 1   | U17 SHB Đà Nẵng      | 8  | 3 | 4 | 1 | 11 | 4  | +7 | 13   | Vị trí giành vé dự vòng chung kết |
| 2   | U17 Đắk Lắk          | 8  | 3 | 3 | 2 | 12 | 11 | +1 | 12   | Vị trí giành vé dự vòng chung kết |
| 3   | U17 Công An Nhân Dân | 8  | 4 | 0 | 4 | 12 | 21 | -9 | 12   | Vị trí giành vé dự vòng chung kết |
| 4   | U17 Long An          | 8  | 2 | 1 | 5 | 7  | 10 | -3 | 7    |                                   |

## Vòng chung kết

### Vòng bảng

#### Nhóm A
| VT | Đội                   | ST | T | H | B | BT | BB | HS  | Đ  | Giành quyền tham dự hoặc xuống hạng |
| -- | --------------------- | -- | - | - | - | -- | -- | --- | -- | ----------------------------------- |
| 1  | Thành phố Hồ Chí Minh | 5  | 4 | 0 | 1 | 8  | 6  | +2  | 12 | Tham dự vòng bán kết                |
| 2  | Viettel               | 5  | 3 | 2 | 0 | 17 | 4  | +13 | 11 | Tham dự vòng bán kết                |
| 3  | Công an Nhân dân      | 5  | 2 | 2 | 1 | 9  | 5  | +4  | 8  |                                     |
| 4  | FLC Thanh Hóa         | 5  | 1 | 3 | 1 | 9  | 5  | +4  | 6  |                                     |
| 5  | Đồng Tháp             | 5  | 0 | 2 | 3 | 3  | 10 | −7  | 2  |                                     |
| 6  | Sanatech Khánh Hòa    | 5  | 0 | 1 | 4 | 3  | 20 | −17 | 1  |                                     |

#### Nhóm B
| VT | Đội               | ST | T | H | B | BT | BB | HS | Đ  | Giành quyền tham dự hoặc xuống hạng |
| -- | ----------------- | -- | - | - | - | -- | -- | -- | -- | ----------------------------------- |
| 1  | Hoàng Anh Gia Lai | 5  | 4 | 0 | 1 | 15 | 7  | +8 | 12 | Tham dự vòng bán kết                |
| 2  | PVF               | 5  | 3 | 0 | 2 | 8  | 5  | +3 | 9  | Tham dự vòng bán kết                |
| 3  | Hà Nội            | 5  | 2 | 1 | 2 | 8  | 6  | +2 | 7  |                                     |
| 4  | Hà Tĩnh           | 5  | 2 | 1 | 2 | 5  | 6  | −1 | 7  |                                     |
| 5  | SHB Đà Nẵng       | 5  | 2 | 1 | 2 | 7  | 10 | −3 | 7  |                                     |
| 6  | Đắk Lắk           | 5  | 0 | 1 | 4 | 2  | 11 | −9 | 1  |                                     |

### Vòng bán kết
| U17 Thành phố Hồ Chí Minh | 0–1              | U17 PVF               |
| ------------------------- | ---------------- | --------------------- |
|                           | Chi tiết Youtube | Nguyễn Thành Công 53' |

| U17 Hoàng Anh Gia Lai | 0–3              | U17 Viettel                  |
| --------------------- | ---------------- | ---------------------------- |
|                       | Chi tiết Youtube | Nhâm Mạnh Dũng 19', 37', 54' |

### Trận chung kết
| U17 PVF                                                   | 2–1              | U17 Viettel           |
| --------------------------------------------------------- | ---------------- | --------------------- |
| Huỳnh Công Đến 3' · Lê văn Đô 42' · Nguyễn Huỳnh Sang 58' | Chi tiết Youtube | Nguyễn Thanh Bình 84' |

## Tổng kết mùa giải
- Đội vô địch: U17 PVF
- Đội thứ Nhì: U17 Viettel
- Giải ba: U17 Hoàng Anh Gia Lai và U17 Thành phố Hồ Chí Minh
- Giải phong cách: U17 Thành phố Hồ Chí Minh
- Cầu thủ xuất sắc nhất: Nhâm Mạnh Dũng (U17 Viettel)
- Thủ môn xuất sắc nhất: Trương Thái Hiếu (U17 PVF)
- Cầu thủ ghi nhiều bàn thắng nhất: Nhâm Mạnh Dũng (U17 Viettel, 8 bàn)